# Natación artística
La natación artística (hasta 2017 denominada natación sincronizada o nado sincronizado) es una disciplina que combina natación, gimnasia y danza, consistente en nadadores/as (tanto solos, como dúos, equipos y combinados, también llamados combos) que realizan una serie de acrobacias acuáticas al ritmo de la música.
Inicialmente femenina, ha ido transformándose gradualmente en un deporte mixto: femenino y masculino. Este deporte demanda grandes habilidades acuáticas y requiere de resistencia física y flexibilidad, gracia, arte y precisión en el uso del tiempo, así como un excepcional control de la apnea bajo el agua.
Actualmente se ha añadido la disciplina de dúos mixtos acogiendo las peticiones de nadadores masculinos para poder competir en esta disciplina deportiva. El primero en commenzar profesionalmente en la natación sincronizada fue el estadounidense Bill May al que se  unió el francés Benoit Beaufils, para demostrar que un chico puede tener el mismo nivel que una chica en este deporte. España también presentó su dúo mixto formado por Pau Ribes, catalán de 19 años, y la veterana Gemma Mengual que regresó a la competición tras haber anunciado anteriormente su retirada.

## Historia de la natación artística
En los comienzos del siglo XX, la natación artística era conocida como ballet acuático. El primer registro de competición fue en 1891 en Berlín, Alemania. Muchos clubes se crearon en esa época y el deporte se fue desarrollando de forma simultánea en varios países, incluyendo Australia, Canadá, Estados Unidos y en Europa, Alemania, España y Francia.
Mientras que en sus comienzos era un deporte exclusivo de hombres, rápidamente se fue convirtiendo en una modalidad femenina. En 1907, la australiana Annette Kellerman popularizó el deporte realizando exhibiciones en Nueva York, en un tanque de cristal como bailarina bajo el agua.
En 1924, la primera competición en Norteamérica se disputó en Montreal, Canadá, con Peg Seller como primera campeona. Otras pioneras del deporte fueron: Beulah Gundling, Käthe Jacobi, Dawn Bean, Billie MacKellar, Teresa Anderson y Gail Johnson. Muchas de las competiciones de aquella época todavía se desarrollaban en lagos y ríos.
Durante la década de 1930, tuvieron lugar las primeras competiciones en Alemania, Canadá y los Estados Unidos.
En 1933-1934 Katherine Curtis organizó un espectáculo, "The Modern Mermaids" ("Las Sirenas Modernas") para la Feria Mundial en Chicago y el presentador del evento lo anunció como "natación sincronizada". Esta fue la primera mención a este término, aunque Curtis todavía usaba el nombre "rhythmic swimming" (natación rítmica) en su libro Rhythmic Swimming: A Source Book of Synchronized Swimming and Water Pageantry (Minneapolis: Burgess Publishing Co., 1936).
A pesar de esto, fue en Estados Unidos de América donde obtuvo mayor importancia y trascendencia con las películas de Esther Williams, famosa actriz de Hollywood y nadadora. A ella se le atribuye ser la gran impulsora de este deporte, por haberlo hecho famoso en sus películas de las décadas de 1940 y 1950, popularizándolo.
La entonces denominada natación sincronizada femenina se convirtió en deporte olímpico en los Juegos Olímpicos de Los Ángeles 1984. Posteriormente, en 2017, la World Aquatics (denominada hasta 2022 Federación Internacional de Natación, FINA) modificó oficialmente, a sugerencia del Comité Olímpico Internacional (COI) la denominación natación sincronizada por natación artística para estimular su popularidad y equipararse con disciplinas como la gimnasia artística.

## Competencias
La competencia, o competición, para nadadoras de la categoría junior y todo competidor (mayores de 15 años) se divide en dos partes: ejercicio técnico y ejercicio libre. Los jueces puntúan la calidad técnica, la gracia, delicadeza, la creación artística en sincronización con la música de ambos ejercicios; asimismo se verifica la fuerza, la altura de cada figura y su respectiva actitud (expresión artística) con un máximo de 10 puntos. Las atletas pueden ser penalizadas si tocan el fondo de la piscina, se apoyan en los bordes, si muestran signos de fatiga y no presentan gracia alguna o sonrisa.
Según la categoría y edad, de las nadadoras el tipo de ejercicio varía.
La World Aquatics es la encargada de regular las normas de las competiciones de natación artística, así como de celebrar periódicamente competiciones y eventos.

### Ejercicio técnico
Las nadadoras deben realizar una serie de elementos obligatorios. Estos deben realizarse en un orden y dentro del tiempo límite determinado. En las competiciones individuales, tienen 2' para hacer siete elementos obligatorios; en los dúos, 2'20" para hacer nueve elementos, no permitiéndose acciones de espejo; y en las de equipo, 3'00" para hacer 19 elementos y al menos una formación circular y una en línea recta. El ejercicio técnico representa el 50 % de la puntuación final en la competición, si bien puede establecerse que tenga un valor del 100 %, estableciéndose la clasificación con independencia del ejercicio libre. Así se hizo en el campeonato del Mundo en 2007 donde hubo medallas en ejercicios técnicos. En España se denomina «individual» a esta modalidad (Dúo y Equipo) y en ejercicios libres (Solo, Dúo y Equipo).
Los límites de tiempo tienen márgenes por arriba y por abajo que dan cierta flexibilidad al ejercicio.
Según la categoría, grupo de edad, de las nadadoras los tiempos varían, reduciéndose a menor edad.

### Ejercicio libre
Las nadadoras incluyen toques personales y artísticos a sus actuaciones sin necesidad de realizar ningún elemento obligatorio. Las nadadoras comienzan siempre fuera de la piscina, disponiendo de 30 segundos para zambullirse en el agua. El ejercicio libre representa el 50 % de la puntuación final en la competición, salvo lo ya dicho anteriormente.
La duración del ejercicio puede oscilar entre 2-4 minutos.

## Posiciones y transiciones básicas

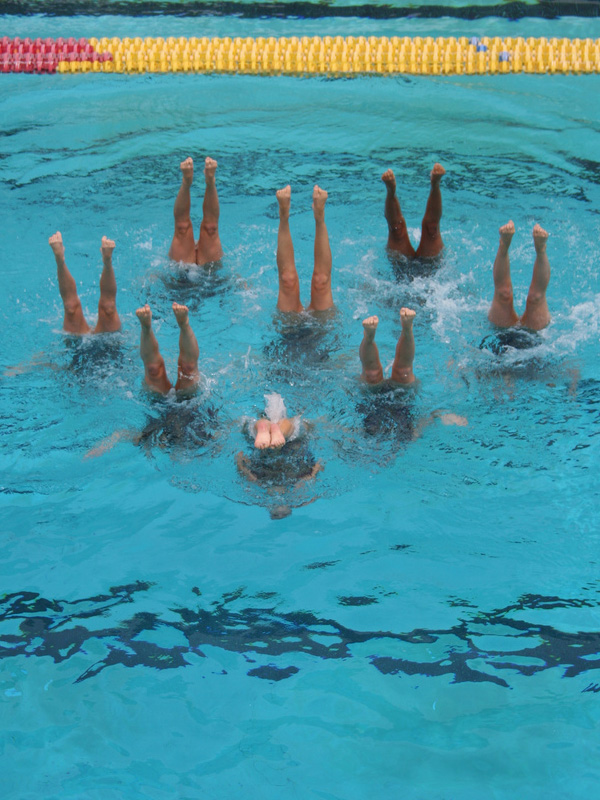
Nadadoras actuando en vertical.

Las posiciones y transiciones básicas se van combinando para realizar las figuras y los ejercicios libres y técnicos.
1. Posición estirada de espalda - back layout position. Cuerpo extendido, con la cara, el pecho, los muslos y los pies en la superficie del agua. Cabeza (a la altura de las orejas) en línea con caderas y tobillos.
2. Posición estirada de frente - front layout position. Cuerpo extendido, con la cabeza, parte superior de la espalda, glúteos y talones en la superficie. La cara puede estar dentro o fuera del agua. La idea es que la nadadora muestre a los jueces la mayor parte del cuerpo afuera, como si fuera una línea.
3. Posición pierna de ballet - ballet leg position. a) En superficie (surface): cuerpo en posición estirada de espalda. Una pierna extendida perpendicularmente a la superficie. b) Submarina (submerged): cabeza, tronco y pierna horizontal, paralelos a la superficie. Una pierna perpendicular a la superficie, con el nivel del agua entre la rodilla y el tobillo.
4. Posición flamenco - flamingo position. a) En superficie (surface): una pierna extendida perpendicularmente a la superficie. La otra pierna flexionada formando un Ángulo de 90°, media pantorrilla contra la pierna vertical, pie y rodilla en la superficie y paralelos a la misma. Cara en la superficie. b) Submarina (submerged) tronco, cabeza y espinilla de la pierna doblada paralelos a la superficie del agua. Ángulo de 90° entre el tronco y la pierna extendida. Nivel del agua entre la rodilla y el tobillo de la pierna extendida.
5. Posición pierna de ballet doble - ballet leg double position. a) En superficie (surface): piernas juntas y extendidas perpendicularmente a la superficie. Cabeza alineada con el tronco. Cara en la superficie. b) Submarina (submerged): tronco y cabeza paralelos a la superficie. Ángulo de 90° entre el tronco y las piernas extendidas. Nivel del agua entre las rodillas y los tobillos.
6. Posición vertical - vertical position. Cuerpo extendido perpendicular a la superficie, piernas juntas, todo el cuerpo debe quedar en una línea.
7. Posición grúa-crane position. Cuerpo extendido en posición vertical, con una pierna extendida hacia adelante, formando un ángulo de 90° con el cuerpo.
8. Posición cola de pez - fishtail position. Igual que la posición gruya, excepto que el pie de la pierna adelantada tiene que estar en la superficie, sea cual sea la altura de las caderas.
9. Posición encogida - tuck position. Cuerpo tan compacto como sea posible, con la espalda redondeada y las piernas juntas. Talones pegados a las nalgas. Cabeza pegada a las rodillas.
10. Posición carpa de frente - front pike position. Cuerpo flexionado a la altura de las caderas, formando un ángulo de 90°. Piernas extendidas y juntas. Tronco extendido con la espalda recta y la cabeza alineada.
11. Posición carpa de espalda - back pike position. Cuerpo flexionado a la altura de las caderas formando un ángulo agudo de 45° o inferior. Piernas extendidas y juntas. Tronco extendido con la espalda recta y la cabeza alineada.
12. Posición arqueda en delfín - dolphin arch position. Cuerpo arqueado de manera que la cabeza, las caderas y los pies imiten la forma de un arco. Piernas juntas.
13. Posición arqueda superficie - surface arch position. Parte inferior de la espalda arqueada, con las caderas, los hombros y la cabeza alineados en vertical. Piernas juntas y en la superficie.
14. Posición con una rodilla doblada - single bent knee position. El cuerpo puede estar en posición estirada de espaldas, posición estirada de frente, posición vertical o posición arqueada. Una pierna doblada, con el dedo gordo del pie tocando la cara interna de la pierna extendida a la altura de la rodilla o del muslo. En las posiciones plancha estirada de espalda y arqueada en superficie, el muslo de la pierna doblada debe estar perpendicular a la superficie del agua.
15. Posición tonel - tub position. Piernas juntas y dobladas, pies y rodillas paralelos a la superficie, y muslos perpendiculares a la misma. Cabeza alineada con el tronco y cara en la superficie.
16. Posición espagat - split position. Piernas uniformemente abiertas, una frontal y la otra dorsalmente, con los pies y los muslos en la superficie. Parte inferior de la espalda arqueada, con las caderas, los hombros y la cabeza en línea vertical.
17. Posición caballero - knight position. Parte inferior de la espalda arqueada, con las caderas, los hombros y la cabeza en línea vertical. Una pierna en vertical y la otra extendida dorsalmente, con el pie en la superficie y tan próxima a la horizontal como sea posible.
18. Posición variante de caballero - knight variant position. Parte inferior de la espalda arqueada, con las caderas, los hombros y la cabeza en línea vertical. Una pierna en vertical y la otra detrás del cuerpo (extendida dorsalmente) con la rodilla doblada en ángulo de 90° o inferior. El muslo y la pantorrilla estarán paralelos a la superficie del agua.
19. Posición cola de pez lateral - side fishtail position. Cuerpo extendido en posición vertical con una pierna extendida lateralmente y su pie en la superficie independientemente de la altura de las caderas.
20. Posición recta cabeza fuera del agua (eigbit). Cuerpo más o menos al altura de los pechos fuera del agua y haciendo unos movimientos con los pies.

## Ejercicios

### Individual o solo
Las nadadoras o nadadores crean ejercicios o "rutinas" haciendo combinaciones de posiciones básicas y transiciones, llamadas figuras. En sus actuaciones, utilizan transiciones creativas para moverse de un lado a otro de la piscina, ya que los ejercicios deben hacerse recorriendo la misma en toda su extensión.

### Dúos
Los dúos, mixtos o no, exigen la perfecta coordinación y sincronización de sus dos integrantes. En la rutina libre, no es obligatorio realizar las figuras al mismo tiempo, pero los movimientos deben estar coordinados artísticamente.
Está permitido cargar al compañero o compañera. El dueto se puede apreciar más que el solo ya que tienen coordinación desde el primer momento en que empieza la música.

### Equipo
Compuesto por ocho participantes, deben actuar con perfecta sincronización aunque no todos realicen las mismas figuras. Las actuaciones por equipos requieren muchas horas de entrenamiento. En competiciones oficiales de categoría absoluta deben realizar un ejercicio o rutina técnica y otro ejercicio o rutina libre. 
Como hito histórico, en los Juegos Olímpicos de París 2024 se permitió por primera vez en unos Juegos Olímpicos que entre los 8 participantes de cada equipo se incorporen hasta un máximo de 2 hombres. Sin embargo, ninguno de los países que competirán por equipos en natación artística ha incluido a hombre alguno para que formen parte de sus respectivos equipos.

### Combo o combinado libre
Es otra modalidad de la natación artística. Es similar a la modalidad de equipo, si bien en lugar de 8 son 10 componentes que pueden incluir individuales o solos y duetos; es decir, en una misma coreografía las nadadoras pueden nadar todas juntas, después una sola, o dos solas, o tres... y así sucesivamente. Después todas juntas otra vez. Cabe destacar que el combo es un ejercicio o rutina únicamente libre; no existe ejercicio o rutina técnica para esta modalidad de natación artística.